# アラニンラセマーゼ
アラニンラセマーゼ（alanine racemase, EC 5.1.1.1）は、アラニンのラセミ化を触媒する酵素である。
L-アラニン {\displaystyle \rightleftharpoons } D-アラニン

## 構造
ピリドキサール-5-リン酸を補酵素にもつ。
アイソザイムが存在する。サルモネラ属細菌では、D-アラニンの合成に働くAlrと、アラニンの分解に働くDadBの両アイソザイムが見出されている。

## 所在
細菌に広く分布している。これは、細胞壁の成分(ペプチドグリカン)の必須成分であるD-アラニンを合成するためである。
真核生物でも、D-アラニンを資化できる酵母の一種 (Schizosaccharomyces pombe)や、D-アラニンを含む環状ペプチドであるシクロスポリンAを生産するカビの一種 (Tolypocladium niveum)には本酵素が存在する。